# يوسف أباد (قوريغل)
یوسف أباد (بالفارسية: یوسف‌آباد) هي قرية تقع في إيران في قسم قوريغل الريفي. يقدر عدد سكانها بـ 233 نسمة .